# Anicetus annulatus
Anicetus annulatus är en stekelart som beskrevs av Timberlake 1919. Anicetus annulatus ingår i släktet Anicetus och familjen sköldlussteklar. Inga underarter finns listade i Catalogue of Life.